# Subligaculum

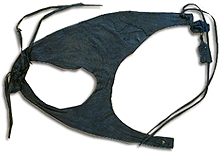
Subligaculum de cuir trobat a les excavacions del Londres romà (Museum of London).

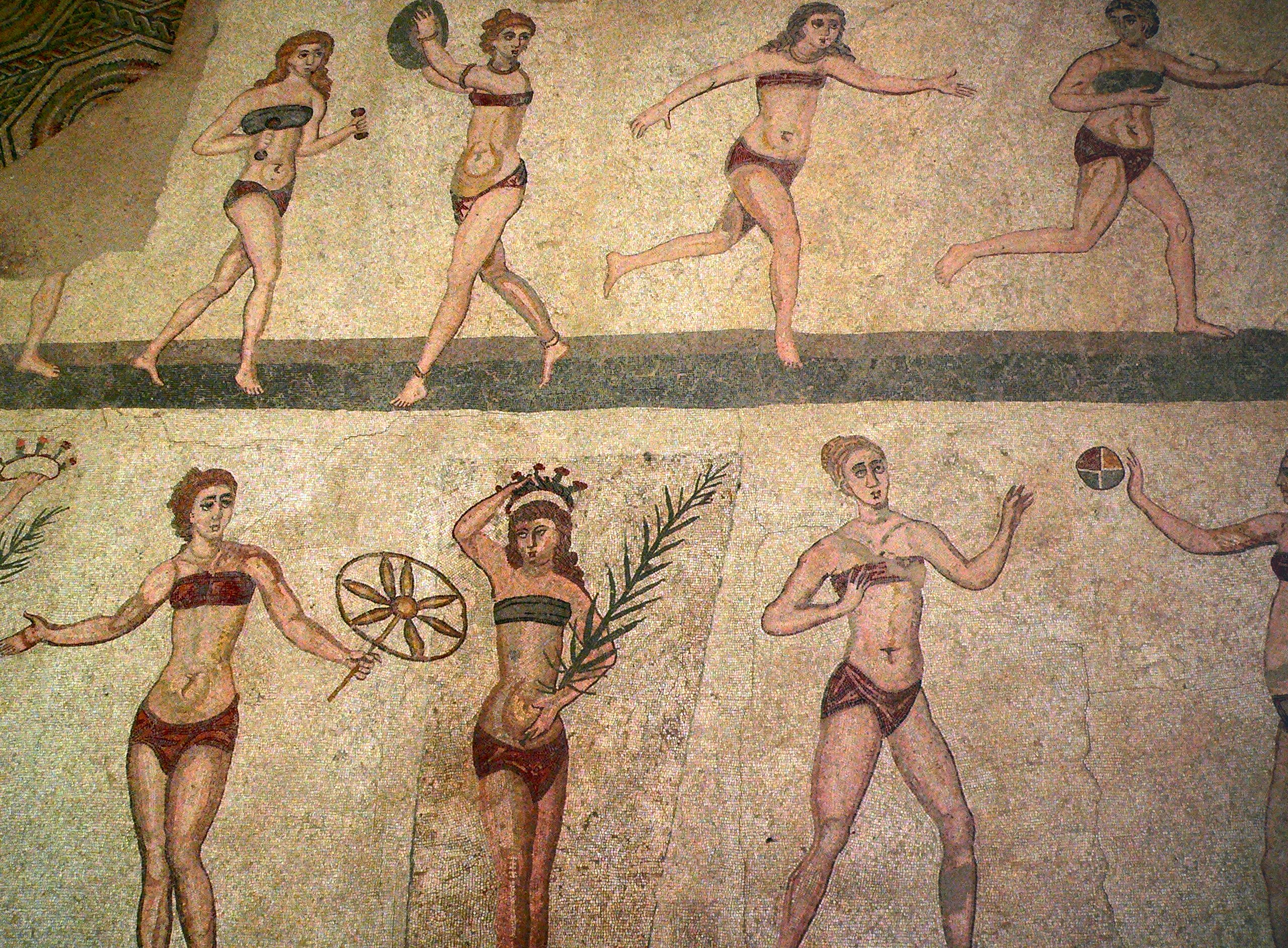
Atletes femenines que porten, a manera de biquini, un subligaculum i un strophium (per sostenir el pit).

Un subligaculum (del llatí  subligo , "lligar per sota" i -culum, sufix que indica "instrument") va ser una de les peces interiors més usades pels antics romans, l'ús en la societat romana es va estendre des dels veïns etruscos. Va ser una evolució de la vestimenta que portaven els grecs i els egipcis.
El  subligaculum  era una mena de tapall o  pantalonet curt constituït per una tira de lli o cuir, una mena de tanga actual simple, que s'embolicava al voltant de les cuixes i es lligava a la cintura. Va ser usat tant per homes com per dones (les dones el complementaven en paral·lel amb una  fàscia pectoralis  o  strophium ). Els homes el portaven sota de la seua túnica o toga, i les dones, sota de la stola .
Formava part de la vestimenta d'atletes, actors i gladiadors a l'escenari on actuaven. Entre els gladiadors, el portaven en particular, els reciaris (retiarii , aquells que portaven una xarxa) que el mantenien subjecte a la cintura mitjançant un ampli cinturó o balteus. S'han trobat  subligacula  de cuir en excavacions del Londres romà.
El  subligaculum  amb forma de tapall es lligava de la següent manera: primer, es lligaven els cordons al voltant de la cintura amb la part llarga penjant cap enrere, cobrint les natges. Després, es col·locava la part llarga entre les cames i s'estirava cap amunt darrere d'un nus que es feia lligat al davant per acabar col·locant-lo sobre els llaços perquè formés un tapall convencional.